# Salvador Trullols Buergo
Salvador Trullols Buergo (L'Havana, 1915 - Barcelona, 1992) fou un dirigent esportiu vinculat a la boxa i al beisbol.
Va ser president de la Federació Catalana de Beisbol entre el mes de novembre de 1956 i el de juny de 1959, i durant un parell de mesos va presidir dues federacions alhora, perquè d'octubre a desembre de 1957, en la seva condició de vicepresident, també va ser president de manera interina de la Federació Catalana de Boxa després de la dimissió del seu antecessor. Durant el seu mandat a la Federació Catalana de Beisbol, el 1958 es va iniciar la Lliga Nacional espanyola. Quan va deixar la presidència de la Federació Catalana de Beisbol, el 1960 va ser el president del Comitè Organitzador del Campionat d'Europa de beisbol, que es disputava per segona vegada a Barcelona i on la selecció espanyola va ser subcampiona en perdre la final contra Holanda. També va ser vicepresident de la Federació Espanyola de Beisbol. Per altra banda, durant els anys seixanta també va ser vicepresident de la Federació Catalana de Futbol sota la presidència de Julià de Capmany.